# اسپیکر سقفی

### اسپیکر سقفی
اسپیکر سقفی (به انگلیسی: Ceiling speaker) نوعی بلندگو است که به‌طور خاص برای نصب در سقف طراحی شده است. این نوع بلندگوها به دلیل طراحی فشرده و کم‌حجم خود برای فضاهای مختلف از جمله منازل، دفاتر کار، سالن‌های کنفرانس و فضاهای عمومی مناسب هستند. اسپیکرهای سقفی به‌طور معمول به‌طور یکپارچه با محیط اطراف ترکیب می‌شوند و برای سیستم‌های صوتی داخلی استفاده می‌شوند.

#### تاریخچه و معرفی
اسپیکرهای سقفی از دهه‌ها پیش در سیستم‌های صوتی تجاری و مسکونی به کار گرفته شده‌اند. در ابتدا این نوع بلندگوها بیشتر در فضاهای عمومی مانند فروشگاه‌ها، رستوران‌ها و هتل‌ها نصب می‌شدند. با پیشرفت فناوری و افزایش تقاضا برای سیستم‌های صوتی خانگی با طراحی مدرن، اسپیکرهای سقفی به یکی از انتخاب‌های محبوب برای نصب در منازل تبدیل شدند. این بلندگوها به‌ویژه در خانه‌های هوشمند و سیستم‌های صوتی پیچیده کاربرد دارند.

#### طراحی و ویژگی‌ها
اسپیکرهای سقفی معمولاً به گونه‌ای طراحی می‌شوند که با سقف فضا ترکیب شوند و در بیشتر موارد قابل مشاهده نیستند. طراحی آنها شامل یک قاب خاص است که برای نصب در سقف تعبیه می‌شود. بسیاری از این اسپیکرها از مواد مقاوم و با کیفیت برای تضمین صدا و دوام بلندگو ساخته می‌شوند.
از ویژگی‌های رایج اسپیکرهای سقفی می‌توان به موارد زیر اشاره کرد:
- نصب آسان: این بلندگوها معمولاً به‌راحتی نصب می‌شوند و به دلیل طراحی مخصوص خود، نیازی به فضای زیادی برای نصب ندارند.
- کیفیت صدای بالا: اسپیکرهای سقفی اغلب از فناوری‌های پیشرفته برای تولید صدای با کیفیت استفاده می‌کنند.
- عدم اشغال فضا: از آنجا که این بلندگوها در سقف نصب می‌شوند، فضای داخلی را اشغال نمی‌کنند و به دکوراسیون فضا لطمه نمی‌زنند.

#### کاربردها
1. خانه‌های هوشمند: اسپیکرهای سقفی در سیستم‌های صوتی خانگی برای پخش موسیقی و صدا به کار می‌روند. این بلندگوها اغلب به سیستم‌های پخش بلوتوث یا Wi-Fi متصل می‌شوند.
2. فضاهای تجاری: در محیط‌های تجاری مانند فروشگاه‌ها، رستوران‌ها و هتل‌ها، اسپیکرهای سقفی برای پخش موسیقی پس‌زمینه یا اعلام هشدارها و اطلاعات عمومی استفاده می‌شوند.
3. سیستم‌های صوتی حرفه‌ای: در سالن‌های کنسرت، سینماهای خانگی و سیستم‌های صوتی پیشرفته، از اسپیکرهای سقفی برای تولید صدای فراگیر و باکیفیت استفاده می‌شود.

#### مزایا و معایب
مزایا:
- طراحی غیرمستقیم و یکپارچه
- اشغال نکردن فضای مفید
- ایجاد صدای فراگیر در فضاهای مختلف
- نصب آسان در سقف‌های مختلف

معایب:
- نیاز به نصب در سقف مناسب
- محدودیت در جهت‌دهی صدا (در مقایسه با بلندگوهای ایستاده)
- ممکن است برای برخی فضاها که نیاز به کنترل دقیق‌تر صدا دارند، مناسب نباشد.